# فيكتور براك

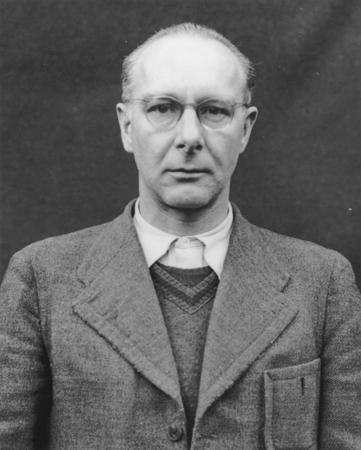
.

فيكتور هيرمان براك (9 نوفمبر 1904 - 2 يونيو 1948) مجرم حرب نازي ألماني، وهو منظم لبرنامج القتل الرحيم أكتيون تي4، حيث قتلت الدولة النازية بشكل منهجي أكثر من 70.000 معوق من الألمان والنمساويين. بعد ذلك، كان براك أحد الرجال المسؤولين عن اغتيال اليهود في معسكرات الإبادة، واجتمع مع أوديلو جلوبوسنيك حول التنفيذ العملي للحل النهائي. حُكم على براك بالإعدام عام 1947 وأُعدم شنقاً عام 1948.
من عائلة من الطبقة المتوسطة، أصبح عضوًا في الحزب النازي وشوتزستافيل (SS) من سن 25 عامًا، وتولى مناصب المسؤولية المتزايدة في مستشارية هتلر في برلين. كان عقيدًا كبيرًا في قوات الأمن الخاصة بعمر 35 عامًا.

## مسار مهني مسار وظيفي
ولد براك لعائلة من الطبقة المتوسطة في هارين (الآن جزء من آخن) في مقاطعة الراين. تلقى تعليمه في المدارس المحلية.
في عام 1929 في سن 25، أصبح براك عضوًا في الحزب النازي (NSDAP) وشوتزشتافل (SS). بحلول عام 1936، تم تعيينه رئيسًا لـ Hauptamt II (المكتب الرئيسي الثاني) في مستشارية الفوهرر في برلين.  عالج المكتب المسائل المتعلقة بوزارات الرايخ، والفيرماخت والحزب النازي، والتماسات الرأفة والشكاوى التي تلقاها الفوهرر من جميع أنحاء ألمانيا. في 9 نوفمبر 1940، تمت ترقية براك إلى رتبة إس إس- أوبرفورر (عقيد أول).

## أكتيون تي4
لعب مسؤولو Hauptamt II تحت حكم فيكتور براك دورًا حيويًا في تنظيم قتل المرضى النفسيين والمعاقين جسديًا في برنامج أكتيون تي4 «القتل الرحيم»، ولا سيما الطفل "القتل الرحيم" من عام 1939.  بموجب مرسوم (متخلف) من 1 سبتمبر،  عين هتلر فيليب بوهلر وطبيبه الشخصي كارل براندت لإدارة برنامج القتل الرحيم، حيث سيشرفون على قتل الأشخاص المعاقين جسديًا.  في ديسمبر 1939، كلف براك أغسطس بيكر بمهمة ترتيب عمليات قتل الغازات للمرضى العقليين وغيرهم من الأشخاص الذين اعتبرهم النازيون «الحياة لا تستحق الحياة». كان برنامج أكتيون تي4 مرتبطًا بأفكار القرن العشرين الشائعة حول تحسين النسل وتحسين العرق، وعدم السماح للأشخاص ذوي الإعاقة أو المرضى عقليًا بالتكاثر. في البداية قام الأطباء في البرنامج بتعقيم الناس، ثم قتلوا ما يقرب من 15000 مواطن ألماني في مركز هادامار القتل الرحيم بموجب تمديد هذا البرنامج.

## أوسمة الحزب النازي
- شارة الحفلة الذهبية
- وسام الخدمة الطويلة للحزب النازي من البرونز والفضة
- إس إس خاتم الشرف

### اقتباسات
1. 1 2 3  مذكور في: Oorlogsbronnen. Oorlogsbronnen ID: bd90a48f-4c10-4a94-bd10-9b4e70d24454. الوصول: 22 فبراير 2025. باسم: Viktor Brack.
2. ↑  "Nuremberg Trials Project".
3. ↑  مُعرِّف "كُونُور" (CONOR): 319801443. مذكور في: CONOR.SI.
4. ↑  وصلة مرجع: https://nuremberg.law.harvard.edu/documents/354-affidavit-concerning-viktor-bracks?q=erik+brack#p.1.
5. ↑  وصلة مرجع: http://nuremberg.law.harvard.edu/documents/372-affidavit-concerning-the-brack?q=thea+Brack#p.1.
6. 1 2  مذكور في: Dienstaltersliste der Schutzstaffel der NSDAP, Stand vom 1. Dezember 1936. تاريخ النشر: 1 ديسمبر 1936.
7. ↑  "Nuremberg Trials Project".
8. ↑  "Nuremberg Trials Project".
9. ↑  وصلة مرجع: https://nuremberg.law.harvard.edu/documents/351-affidavit-concerning-bracks-work?q=Viktor+Brack+#p.1.
10. ↑  وصلة مرجع: http://nuremberg.law.harvard.edu/documents/309-brief-closing-brief-for-viktor?q=viktor+brack+defendant#p.1.
11. ↑  "Nuremberg Trials Project".
12. ↑  "Nuremberg Trials Project".
13. ↑  Friedlander 1997، صفحة 41.
14. ↑  Schafft 2004، صفحات 159–163.
15. ↑  Hilberg 1985، صفحات 225–226.
16. ↑  Proctor 1988، صفحات 206–208.
17. ↑  Vernehmungsprotokoll der Sonderkommission des Hessischen Landeskriminalamtes Wiesbaden, V/1, April 4, 1960, see "Tötung in einer Minute". „Mitschrift der Vernehmung und Fahndungsschreiben von Dr. phil. August Becker“ باللغة الألمانية نسخة محفوظة 13 أبريل 2020 على موقع واي باك مشين.

### قائمة المراجع
- Friedlander، Henry (1997). The Origins of Nazi Genocide: From Euthanasia to the Final Solution. Chapel Hill: University of North Carolina Press. ISBN:978-0-8078-4675-9.  Friedlander، Henry (1997). The Origins of Nazi Genocide: From Euthanasia to the Final Solution. Chapel Hill: University of North Carolina Press. ISBN:978-0-8078-4675-9.  Friedlander، Henry (1997). The Origins of Nazi Genocide: From Euthanasia to the Final Solution. Chapel Hill: University of North Carolina Press. ISBN:978-0-8078-4675-9.
- Hilberg، Raul (1985). The Destruction of the European Jews. New York: Holmes & Meier. ISBN:0-8419-0910-5. مؤرشف من الأصل في 2022-05-22.  Hilberg، Raul (1985). The Destruction of the European Jews. New York: Holmes & Meier. ISBN:0-8419-0910-5. مؤرشف من الأصل في 2022-05-22.  Hilberg، Raul (1985). The Destruction of the European Jews. New York: Holmes & Meier. ISBN:0-8419-0910-5. مؤرشف من الأصل في 2022-05-22.
- Proctor، Robert (1988). Racial Hygiene: Medicine under the Nazis. Cambridge, MA: Harvard University Press. ISBN:978-0674745780. مؤرشف من الأصل في 2022-11-17.  Proctor، Robert (1988). Racial Hygiene: Medicine under the Nazis. Cambridge, MA: Harvard University Press. ISBN:978-0674745780. مؤرشف من الأصل في 2022-11-17.  Proctor، Robert (1988). Racial Hygiene: Medicine under the Nazis. Cambridge, MA: Harvard University Press. ISBN:978-0674745780. مؤرشف من الأصل في 2022-11-17.
- Schafft، Gretchen E. (2004). From Racism to Genocide: Anthropology in the Third Reich. Urbana and Chicago: University of Illinois Press. ISBN:978-0-25207-453-0.  Schafft، Gretchen E. (2004). From Racism to Genocide: Anthropology in the Third Reich. Urbana and Chicago: University of Illinois Press. ISBN:978-0-25207-453-0.  Schafft، Gretchen E. (2004). From Racism to Genocide: Anthropology in the Third Reich. Urbana and Chicago: University of Illinois Press. ISBN:978-0-25207-453-0.